# Gissebo
Gissebo är en tätort (före 2015 småort) i Skärstads socken i Jönköpings kommun och län. Orten är belägen norr om Huskvarna mellan Norrängen och Kaxholmen och känd för den så kallade Gisebobacken, en ganska brant stigning på den gamla Grännavägen, tidigare rikshuvudväg 1. Tätorten, som fick en större utbredning än småorten åt öster och norr, namnsattes av SCB till Bosgård, Rudu och Gissebo för att indikera de tillkommande byarna.

## Befolkningsutveckling
| Befolkningsutvecklingen i Bosgård, Rudu och Gissebo 2015–2020                                      | Befolkningsutvecklingen i Bosgård, Rudu och Gissebo 2015–2020 | Befolkningsutvecklingen i Bosgård, Rudu och Gissebo 2015–2020 | Befolkningsutvecklingen i Bosgård, Rudu och Gissebo 2015–2020 | Befolkningsutvecklingen i Bosgård, Rudu och Gissebo 2015–2020 |
| -------------------------------------------------------------------------------------------------- | ------------------------------------------------------------- | ------------------------------------------------------------- | ------------------------------------------------------------- | ------------------------------------------------------------- |
| |                                                               |                                                               |                                                               |                                                               |
| År                                                                                                 |                                                               |                                                               | Folkmängd                                                     | Areal (ha)                                                    |
| 2015                                                                                               | 2015                                                          |                                                               | 204                                                           | 86                                                            |
| 2020                                                                                               | 2020                                                          |                                                               | 226                                                           | 63                                                            |
| Anm.: Ny tätort 2015, delar var innan dess en småort Gisebo som 2010 hade 96 invånare på 16 hektar |                                                               |                                                               |                                                               |                                                               |